# L'Humanoïde
Pour plus de détails, voir Fiche technique et Distribution.
L'Humanoïde (L'umanoide) est un film italien réalisé par Aldo Lado, sorti en 1979.

## Synopsis
Lord Graal, aidé de Lady Agatha, tente de détrôner Grande Fratello et de prendre le pouvoir sur la planète Metropolis.

## Fiche technique
- Titre : L'Humanoïde
- Titre original : L'Umanoide
- Réalisation : Aldo Lado
- Scénario : Adriano Bolzoni et Aldo Lado
- Musique : Ennio Morricone
- Photographie : Silvano Ippoliti
- Montage : Mario Morra
- Décors : Enzo Bulgarelli
- Costumes : Luca Sabatelli
- Pays d'origine : Italie
- Format : Couleurs - 1,85:1 - Mono - 35 mm
- Genre : Space opera
- Durée : 100 minutes
- Date de sortie : 11 avril 1979

## Distribution
- Richard Kiel : Golob
- Corinne Cléry : Barbara Gibson
- Leonard Mann : Nick
- Barbara Bach : Lady Agatha
- Arthur Kennedy : Dr Kraspin
- Ivan Rassimov : Lord Graal
- Marco Yeh : Tom Tom
- Massimo Serato : Grande Fratello
- Venantino Venantini
- Vito Fornari
- José Quaglio
- Attilio Duse

## Autour du film
- Ce film est considéré comme un plagiat du film La Guerre des étoiles de George Lucas, sorti en 1977.
- La distribution comporte deux James Bond girls (Barbara Bach et Corinne Cléry), ainsi que Richard Kiel.
- Il a été désavoué par son réalisateur qui en garde un très mauvais souvenir : « Au moment où la voiture venait me chercher le matin pour le tournage, j’aurais préféré aller en prison. »[1]